# سییروا دابلیو-۹
سییِروا دابلیو-۹ (به انگلیسی: Cierva W.9) یک طرح آزمایشی بریتانیایی در دهه ۴۰ میلادی بود که با کنترل یک فن و جریان دود اگزوز و انتقال آن به دمُ، نیروی ضدگشتاور را برای پایداری بالگرد ایجاد می‌کرد.

## پیشینهٔ طراحی و توسعه
در سال ۱۹۴۳ گروه صنعتی ویر هزینه‌های پژوهش و آزمایش شرکت سییروا اتوجایرو را تأمین کرد تا یک بالگرد با دُم بی‌پروانه برای «وزارت هوایی بریتانیا» بسازند. مهندسان پس از آزمایشها، یک فن خنک‌کننده برای خنک کردن موتور طراحی کردند که درواقع حکم هواکش بود و قدرت را از گیربکس می‌گرفت. بادها گرمای موتور را می‌کشیدند و هوای خنک به کنار موتور راه می‌یافت و ادامهٔ باد نیز به انتهای دم منتقل می‌شد. از طرف دیگر دود خروجی اگزوز را نیز به انتهای دم منتقل کردند. درواقع مجموع این بادهای اتلافی و دود اگزوز، نیروی ضدگشتاور را تأمین می‌کرد و مهندسان به این نتیجه رسیدند که این ترفند، از پروانهٔ دُم سیکورسکی آر-۴ بسیار امن‌تر است که در آن زمان پیاپی از کار می‌افتاد و حادثه‌های زیادی را رقم می‌زد. بالگرد در سال ۱۹۴۴ آماده شد ولی تا سال ۱۹۴۵ توانایی پرواز نداشت و سامانه‌های کنترلی و مکانیکی آن دچار مشکل بودند.

## بخش مکانیکی و ارتباط با کابین خلبان
برای کم و زیاد کردن نیروی ضدگشتاور و فراهم کردن چرخش جانبی بالگرد، مهندسان تصمیم گرفتند که زاویهٔ پره‌های فن خنک کنندهٔ موتور را متغیر بسازند تا ضدگشتاور هم متغیر شود؛ (variable pitch) بنابراین مکانیزمی ساختند تا فن خنک‌کننده به پدال‌های کابین خلبان متصل باشد تا خلبان بتواند با فشار دادن پدال چپ و راست، میزان جریان هوای خروجی از دم را کم و زیاد کند و بالگرد بتواند حول محور عمودی بچرخد؛ ولی جالبتر این بود که این فن که زاویهٔ متغیر داشت، با یک شفت هیدرولیک با پدالها در ارتباط بود تا سرعت آن نیز متغیر باشد؛ این تغییر سرعت با اعمال کلاچ هیدرولیک صورت می‌گرفت؛ بنابراین کنترل کردن نیروی ضدگشتاور روتور اصلی، توسط خلبانان با اعمال پدال ولی از دو راه به‌صورت همزمان و ترکیبی صورت می‌گرفت. یکی از راه تغییر زاویهٔ پره‌های فن هواکش برای تغییر جریان هوا، و دیگری اعمال کلاچ کاهندهٔ سرعت برای تغییر سرعت چرخش فن هواکش.
بالگرد برای نخستین بار در سال ۱۹۵۶ به نمایش عموم درآمد و در همان سال در حادثه‌ای سقوط کرد و نابود شد و آن پروژه برای همیشه فراموش شد و مهندسان از آن نااُمید شدند. بخشهایی از روتور اصلی در پیش‌نمونهٔ «ساندرز رو دابلیو-۱۴» به کار رفت.

## مشخصات دابلیو-۹
داده‌ها از Flight
ویژگی‌های عمومی
- خدمه: ۲ خلبان
- طول: ۳۷ فوت (۱۱ متر)
- ارتفاع: ۱۰ فوت (۳٫۰ متر)
- وزن ناخالص: ۲٬۶۴۷ پوند (۱٬۲۰۱ کیلوگرم)
- پیشرانه: ۱ عدد موتور پیستونی شش سیلندر هواخنک خطی de Havilland Gipsy Queen 31, ۲۰۵ اسب بخار (۱۵۳ کیلووات)
- قطر روتور اصلی:  ۳۶ فوت ۰ اینچ (۱۰٫۹۷ متر)
- مساحت روتور اصلی: ۱٬۰۱۷ فوت مربع (۹۴٫۵ متر مربع)

## کاربران
بریتانیا